# Circuit de Massaoua
Le Circuit de Massaoua est une épreuve cycliste créée en 2016 et qui se déroule autour de Massaoua en Érythrée. Elle fait partie de l'UCI Africa Tour en catégorie 1.2.

## Palmarès
| Année | Vainqueur          | Deuxième      | Troisième     |
| ----- | ------------------ | ------------- | ------------- |
| 2016  | Tesfom Okubamariam | Yonatan Haile | Meron Teshome |
| 2017  | Saymon Musie       | Meron Teshome | Meron Abraham |